# 曹赤阳
曹赤阳（1922年—），男，汉族，浙江鄞县人，中华人民共和国农业昆虫学家、政治人物。曾任中国植物保护学会副理事长。第七、八届全国政协委员。